# Transbrasil
Transbrasil, SA Linhas Aéreas (im Außenauftritt TransBrasil) war eine international tätige brasilianische Fluggesellschaft, die ihren Betrieb im Jahr 2001 eingestellt hat.

## Geschichte

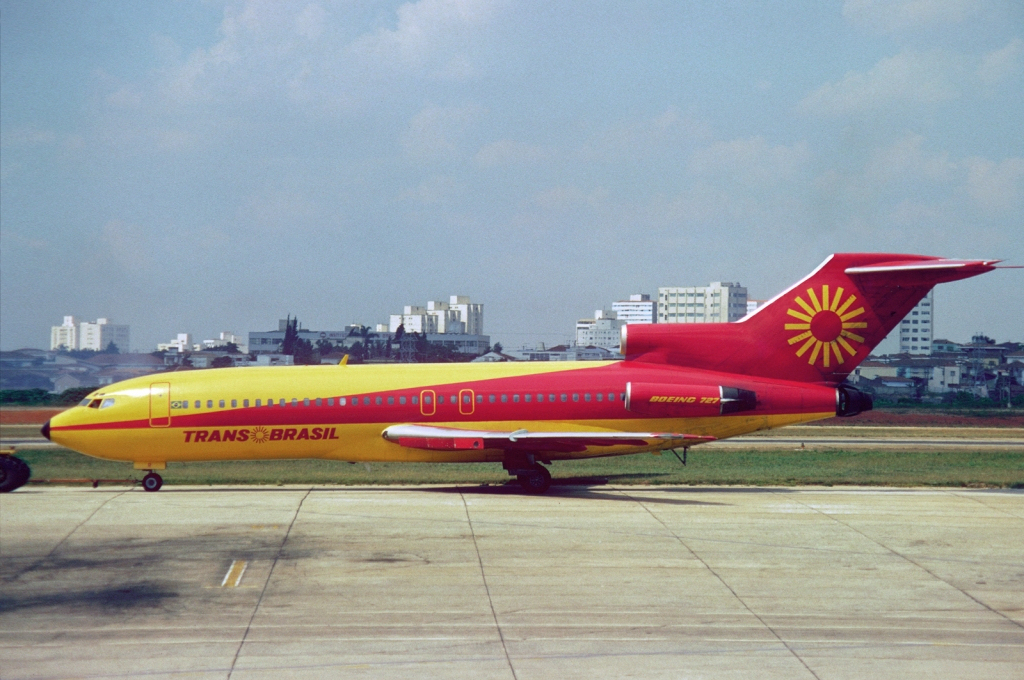
Eine Boeing 727-100 der Transbrasil im Jahr 1977

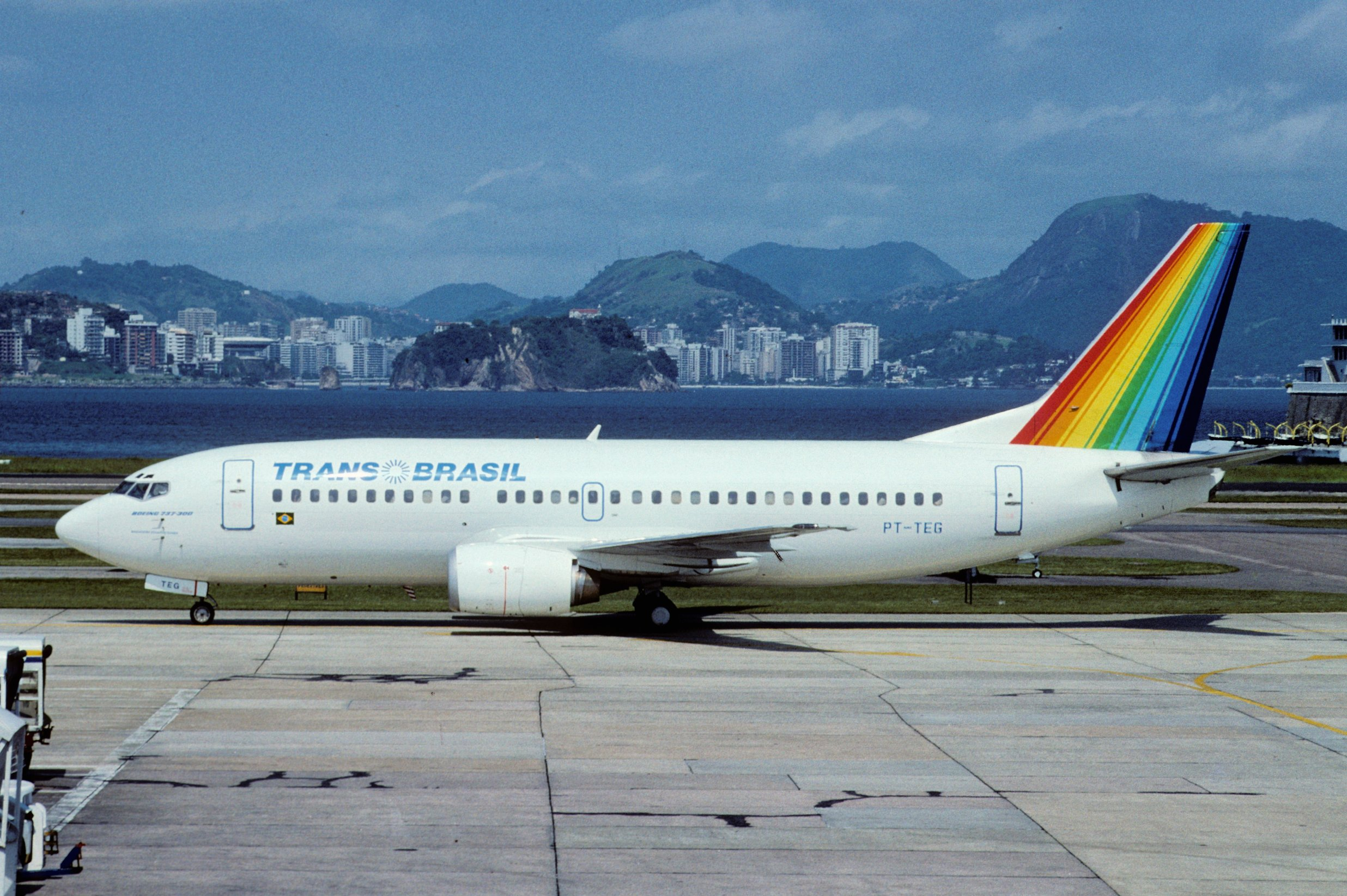
Eine Boeing 737-300 der Transbrasil im Jahr 1996

Transbrasil wurde am 5. Januar 1955 als Sadia Transportes Aéreos von dem brasilianischen Unternehmer Omar Fontana gegründet, um im Auftrag des Sadia-Konzerns Fleisch per Luftfracht von Concórdia nach São Paulo zu transportieren. Die Aufnahme des Flugbetriebs erfolgte im April 1955 mit einer Douglas DC-3 (Kennzeichen: PP-ASJ). In Ergänzung zu den Frachttransporten führte die Gesellschaft ab dem 15. März 1956 planmäßige Passagierflüge innerhalb des Bundesstaates Santa Catarina durch, die kurz darauf nach São Paulo und auf den angrenzenden Bundesstaat Paraná ausgedehnt wurden. Im Jahr 1957 ging Sadia Transportes Aéreos eine Allianz mit der international verkehrenden Fluggesellschaft REAL Transportes Aéreos ein und führte Zubringerdienste für diese durch. Die Kooperation endete im Jahr 1961, nachdem REAL von der Fluggesellschaft VARIG übernommen worden war. Im Jahr 1962 erwarb Sadia die Regionalfluggesellschaft Transportes Aéreos Salvador (TAS) und konnte dadurch den nordöstlichen Landesteil in ihr Streckennetz einbinden. Zu diesem Zeitpunkt flog das Unternehmen mit einer aus fünfzehn Douglas DC-3 und fünf Curtiss C-46 bestehenden Flotte 53 Zielorte in Brasilien an. In den 1960er-Jahren ersetzte Sadia ihre DC-3 und C-46 schrittweise durch Turboprop-Flugzeuge des britischen Typs Handley Page Herald, von denen das erste am 6. Dezember 1963 ausgeliefert wurde. Die ersten Düsenflugzeuge des Typs BAC 111-500 erweiterten ab September 1970 die Flotte.
Die mittlerweile landesweit tätige Gesellschaft nahm im Juni 1972 den Namen Transbrasil an und verlegte ihren Firmensitz von São Paulo nach Brasília. Zeitgleich wurde ein neues Corporate Design eingeführt, wobei die einzelnen Flugzeuge unterschiedliche Grundfarben trugen. Transbrasil erhielt im Oktober 1974 ihre ersten zwei gebrauchten Boeing 727-100 und vereinheitlichte die Flotte bis Ende der 1970er-Jahre mit diesem Flugzeugtyp. Nach dem Erwerb von gebrauchten Frachtmaschinen des Typs Boeing 707 führte die Gesellschaft ab 1982 auch internationale Frachtflüge nach Europa und in die USA durch. Im Folgejahr wurden die ersten Boeing 767-200 ausgeliefert, die Transbrasil unter anderem auf internationalen Charterflügen nach Orlando einsetzte. Auf den nationalen Strecken wurden die Boeing 727 ab 1986 schrittweise durch Boeing 737-300 und ab 1988 durch Boeing 737-400 ersetzt. Nachdem VARIG im Oktober 1989 das Monopol für internationale Linienflüge verloren hatte, eröffnete Transbrasil im Januar 1990 von Rio de Janeiro und São Paulo ausgehende Linienverbindungen nach Orlando und Miami. Als weitere US-amerikanische Städte wurden Washington, D.C. (ab 1991) und New York City (ab 1992) in den Flugplan eingebunden. Im Jahr 1994 erweiterte Transbrasil ihr internationales Streckennetz und richtete tägliche Verbindungen von Brasília, Curitiba und São Paulo nach Buenos Aires ein. Zeitgleich nahm die Gesellschaft Linienflüge nach Wien auf. Amsterdam wurde als zweite europäische Stadt ab 1995 angeflogen.
Der zunehmende Konkurrenzkampf zwischen den brasilianischen Fluggesellschaften bescherte Transbrasil ab Ende der 1990er-Jahre erhebliche Verluste. Das Unternehmen wurde im 3. Dezember 2001 zahlungsunfähig, nachdem die Passagierzahlen infolge der Terroranschläge vom 11. September 2001 stark eingebrochen waren. Der Shell-Konzern verweigerte wegen der fälligen Außenstände die weitere Belieferung mit Kerosin, so dass die Gesellschaft am 3. Dezember 2001 den Flugbetrieb einstellen musste.
Das Zivilgericht São Paulo erklärte das Unternehmen im April 2003 offiziell für insolvent. Die Rechtsgültigkeit der Insolvenz wurde am 2. Oktober 2009 durch den brasilianischen Gerichtshof Superior Tribunal de Justica bestätigt, nachdem das Unternehmen General Electric Klage erhoben hatte.

## Tochtergesellschaften

### AeroBrasil Cargo
Aerobrasil wurde Anfang der 1980er-Jahre als Unternehmensbereich eingerichtet, der die internationalen Frachtflüge der Transbrasil durchführte. Hierzu wurden ab 1982 gebraucht erworbene Boeing 707 eingesetzt, die in Transbrasil-Farben lackiert waren und zusätzlich die Aufschrift Aerobrasil trugen. Die Unternehmenssparte wurde 1991 als eigenständige Tochtergesellschaft unter dem Namen AeroBrasil Cargo ausgelagert. Nach dem Verkauf der verbliebenen drei Boeing 707 wurde das Tochterunternehmen 1996 aufgelöst. Transbrasil führte anschließend ihre Frachtflüge in Kooperation mit Evergreen International Airlines durch.

### InterBrasil Star
Interbrasil Star wurde Anfang 1994 als Regionalfluglinie gegründet, um kleinere Flughäfen in das Streckennetz der Transbrasil einzubinden und Zubringerdienste zu leisten. Das Unternehmen war auf dem Flughafen São Paulo-Congonhas ansässig und nahm im Jahr 1995 den Flugbetrieb mit Maschinen des Typs Embraer EMB 120 auf.

## Flotte
- BAC 111-500

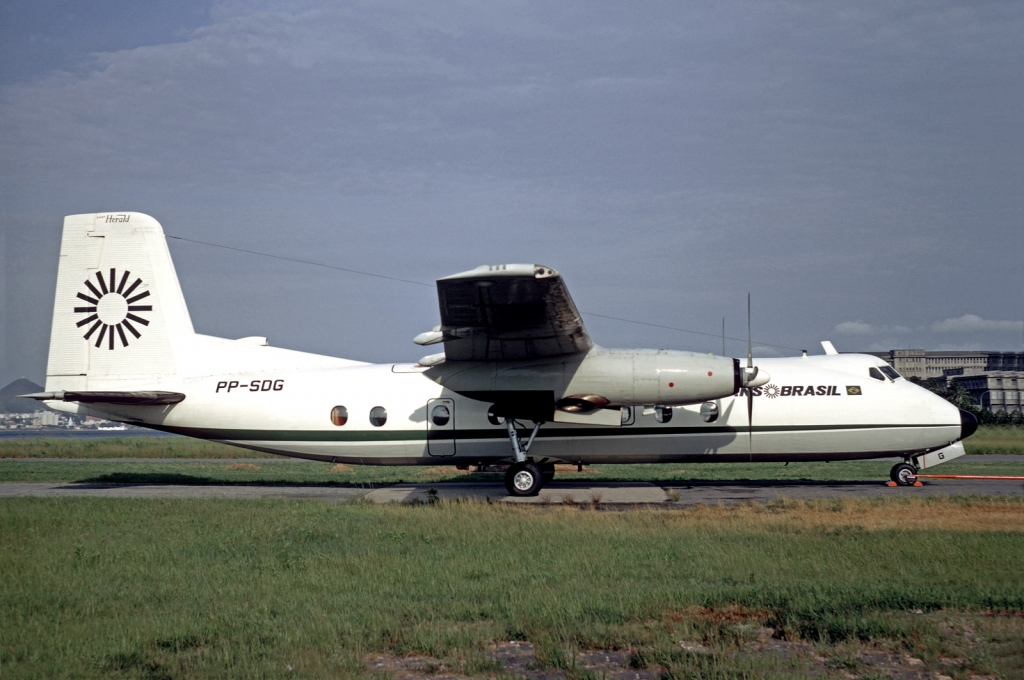
Eine Handley Page Herald der Transbrasil im Jahr 1973

- Boeing 707-300C  (teilweise mit zusätzlichem AeroBrasil-Schriftzug versehen)
- Boeing 727-100C
- Boeing 737-300 und 737-400
- Boeing 767-200 und 767-300
- Curtiss C-46
- Douglas DC-3 und C-47
- Embraer EMB 110
- Embraer EMB 120 (nur eingesetzt von InterBrasil Star)
- Handley Page Herald

## Zwischenfälle
- Am 4. August 1963 wurde eine Douglas DC-3 der Sadia Transportes Aéreos (Luftfahrzeugkennzeichen: PP-SLL) im Landeanflug auf Videira bei schlechtem Wetter in einen Hügel geflogen. Bei diesem CFIT (Controlled flight into terrain) wurden alle 10 Insassen getötet.[13]

- Am 1. März 1967 musste eine Douglas DC-3 (PP-ASS) der Sadia Transportes Aéreos nahe der Stadt Caravelas notlanden. Das zuvor gewartete Flugzeug befand sich auf einem Testflug. Die Maschine wurde als Totalverlust abgeschrieben.[14]

- Am 3. November 1967 wurde eine Handley Page HPR-7 Herald 214 der Sadia Transportes Aéreos (PP-SDJ) im Anflug auf den Flughafen Curitiba 25 Kilometer östlich davon in einen Berg geflogen. Bei diesem CFIT (Controlled flight into terrain) wurden 21 der 25 Insassen getötet. Ursache war ein fehlerhafter Instrumentenlandeanflug.[15]

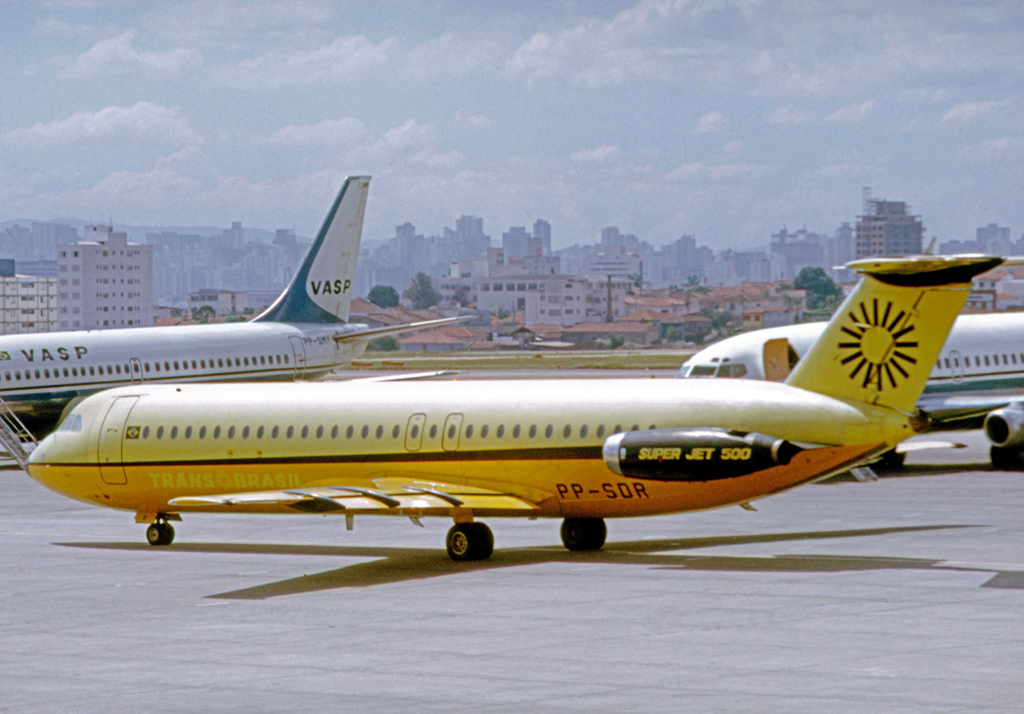
Eine BAC 111-500 der Transbrasil, baugleich mit den 1974 und 1977 verunglückten Maschinen

- Am 1. Februar 1974 geriet eine BAC 111-500 (PP-SDQ) der Transbrasil bei der Landung auf dem Flughafen São Paulo-Congonhas ins Aquaplaning. Um ein Überrollen des Landebahnendes zu verhindern, wurde das Flugzeug bei 60 Knoten Geschwindigkeit von der Landebahn herunter gesteuert. Es wurde als Totalverlust abgeschrieben. Alle 96 Insassen überlebten.[16]

- Am 22. Januar 1976 verunglückte eine Embraer EMB 110 (PT-TBD) der Transbrasil beim Start in Chapecó. Ein Kieselstein hatte einen Reifen perforiert, bei der anschließenden Bremsung blockierten die Räder, woraufhin die Maschine in einen Graben schlitterte und in Brand geriet. Bei dem Unfall starben sieben der neun Insassen (siehe auch Transbrasil-Flug 107).[17]

- Am 4. Januar 1977 brach das Bugfahrwerk einer BAC 111-500 (PP-SDS) bei der Landung in São Paulo. Die Maschine sprang nach dem ersten Aufsetzen wieder hoch und wurde auf dem Bugfahrwerk gelandet, welches dies natürlich nicht aushielt. Das Flugzeug wurde als Totalverlust abgeschrieben.[18]

- Am 12. April 1980 wurde eine Boeing 727-28C der Transbrasil (PT-TYS) im Anflug 24 Kilometer vom Flughafen Florianópolis (Brasilien) entfernt in einen Hügel geflogen. Von den 58 Insassen wurden 55 getötet (siehe auch Transbrasil-Flug 303).[19]

- Am 11. April 1987 verunglückte eine Boeing 707-330C (PT-TCO) bei der Landung in Manaus. Das Frachtflugzeug wurde als Totalverlust abgeschrieben. Es handelte sich um die ehemalige D-ABUE der Lufthansa (1966–1977), dann der German Cargo (1977–1985).[20]

- Am 21. März 1989 stürzte eine Boeing 707-300C (PT-TCS) etwa zwei Kilometer vor der Landebahnschwelle des Flughafens São Paulo-Guarulhos in ein Wohngebiet. Die dreiköpfige Besatzung der Frachtmaschine sowie 22 Personen am Boden wurden getötet (siehe auch Transbrasil-Flug 801).[21]

- Am 26. November 1992 verunglückte eine Boeing 707 (PT-TCP) der Aerobrasil Cargo auf dem Flughafen Manaus, nachdem das rechte Hauptfahrwerk des Flugzeugs im Landeanflug mit der Anflugbefeuerung kollidiert war. Die Maschine wurde als Totalverlust abgeschrieben.[22]